# Galhard de Carceribus
Galhard de Carceribus (Galhard z Cahors, ur. w Carcès, zm. 30 maja 1348 w Nîmes) – francuski duchowny katolicki, legat papieski, biskup Veszprém, następnie arcybiskup Brindisi.

## Życiorys
Urodził się w Carcès w Prowansji. W latach 1334–1343 papieski legat i nuncjusz kolektor w Zjednoczonym Królestwie Polskim, następnie prepozyt w Titel na Węgrzech w Wojwodinie, od 2 marca 1345 roku biskup Veszprém, a od 19 lipca 1346 roku arcybiskup Brindisi.
Wyruszył z Awinionu do Polski 2 maja 1334 roku, gdzie przybył 22 sierpnia tegoż roku. Jego głównym zadaniem, tak jak i innych nuncjuszy kolektorów, było zbieranie świętopietrza i opłat na rzecz kurii papieskiej. Nie mniej ważnym jednak polem działania było pełnienie funkcji mediatora w sporach politycznych, a także zbieranie i przekazywanie papieżowi informacji o problemach Kościoła krajowego. Jemu też nakazał papież wykląć zakon krzyżacki i pozwać przed swój sąd z powodu popełnionych przestępstw.
Galhard zapisał się w historii Polski dwoma ważnymi dokonaniami:
- Po pierwsze, sporządzony przez niego w latach 1335–1342, rejestr parafii – dłużników sześcioletniej dziesięciny Soboru w Vienne, stanowi obecnie bardzo cenne źródło historyczne. Wiele polskich miejscowości, dzięki umieszczeniu ich nazwy w rejestrze Galharda, po raz pierwszy zaistniało na kartach historii.
- Drugim dokonaniem nuncjusza było pełnienie funkcji papieskiego sędziego (wspólnie z Piotrem, synem Gerwazego, kanonikiem w Le Puy), w odbywającym się w dniach od 4 lutego do 15 września 1339 roku w Warszawie procesie polsko-krzyżackim, zakończonym pozytywnym dla Polski werdyktem, nakazującym zwrot Polakom Pomorza i innych ziem zajętych przez Krzyżaków. Mimo że wyrok legatów papieskich nie został wykonany, to miał prestiżowy charakter, ukazując Polskę, jako kraj prawdziwie chrześcijański, który cierpi niesprawiedliwość z rąk Zakonu Krzyżackiego.